# إلياس الفران
إلياس الفَرَّان (وتُنسب: الفراني) (ت. 1336 هـ / 1918 م) هو زجّال لبناني.
له «السمر في قضاء أوقات السهر» و «مزيل الكربة في ديار الغربة» ، من نظمه بالشعر العامي.